# Cartea
Genre
Synonymes
Orestias C. & R. Felder, 1862, nom. praeocc.
Cartea est un genre de lépidoptères (papillons) sud-américains de la famille des Riodinidae.

## Taxonomie
Ce genre a été décrit pour la première fois en 1862 sous le nom d'Orestias par les entomologistes autrichiens C. & R. Felder, avec pour espèce type Limnas vitula Hewitson, 1853,.
Le nom Orestias s'avérant préoccupé par le genre de poissons Orestias Valenciennes, 1839, l'entomologiste britannique William Forsell Kirby a introduit en 1871 un nomen novum : Cartea.

## Liste des espèces
Ce genre comporte trois espèces :
- Cartea vitula (Hewitson, 1853) — présent au Brésil (Pará et Amazonas)[2],[5].
- Cartea ucayala Thieme, 1907 — présent au Pérou[2],[5].
- Cartea chiribiquetensis Salazar & Constantino, 2007 — présent en Colombie[6].